# Segbwema
Segbwema ist eine Kleinstadt im Osten des afrikanischen Staates Sierra Leone. Sie liegt im Njaluahun-Chiefdom des Distrikts Kailahun in der Eastern Province, etwa 32 Kilometer nordöstlich der Provinzhauptstadt Kenema. Laut der Volkszählung 2004 hat die Ortschaft knapp 8000 Einwohner.

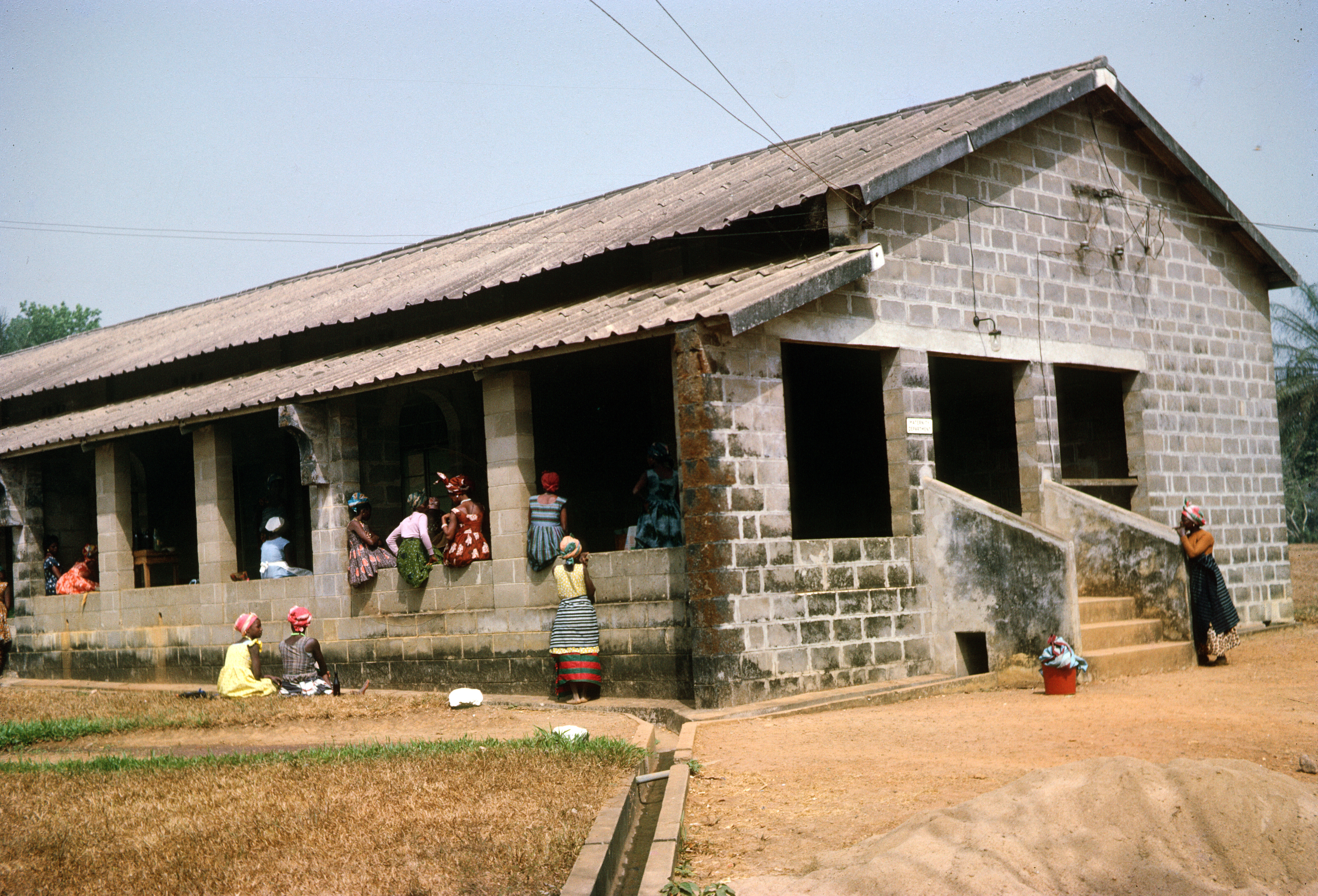
Gebäude des Nixon Memorial Hospital (1962)

Segbwema wird traditionell vor allem von den Mende bewohnt, ist aber ethnisch divers. Mit dem Nixon Memorial Hospital dient die Ortschaft als medizinischer Hauptversorgungspunkt des Chiefdoms.
Am 28. Dezember 1992 fand in Segbwema ein Massaker an den Mende im Rahmen des Bürgerkriegs in Sierra Leone statt. Drei Jahre später wurden aufgrund der Belagerung der Ortschaft bis zu 40 Todesfälle pro Tag gemeldet, da keinerlei Versorgung der eingeschlossenen Bevölkerung möglich war.

## Söhne und Töchter der Stadt
- Musa Lahai (* 1975), Politiker (SLPP)